# Dům v Chestnut Hill

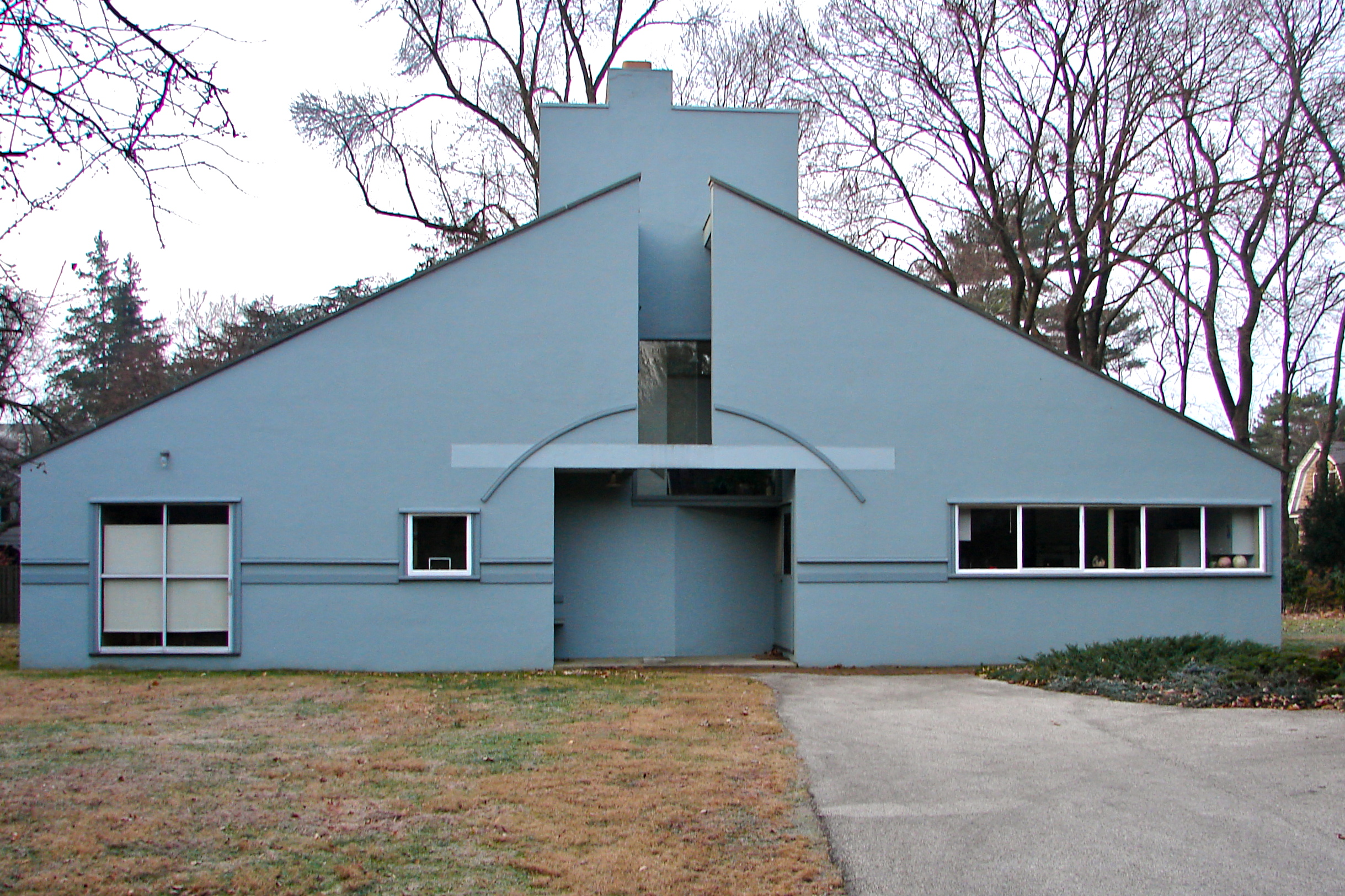
Fasáda domu

Dům v Chestnut Hill, známý také jako dům Vanny Venturiové (Vanna Venturi House) byl postaven ve Filadelfii v roce 1964. Autorem stavby je americký architekt Robert Venturi, představitel postmodernismu. Navrhl ho pro svou matku a tato stavba se stala vzorem pro jeho další realizace. V roce 1965 za ni dostal cenu Architectural and The Arts Awards a v roce 1989 obdržel ocenění AIA Twenty-Five Year.

## Popis
Dvoupodlažní objekt je v půdorysu na první pohled symetrický. Tato symetrie je však narušena řešením dvou vertikálních prvků. O centrální pozici se dělí schodiště a krbový komín. Ten se zařezává do schodiště, které tak ztrácí na své šířce. Komín však zároveň uhýbá schodišti.
Samotná dispozice domu je uzavřená. Centrální prostor tvoří obývací místnost, ze které se vchází do ostatních místností. Už na první pohled je patrná netradiční úprava stěn, které vytvářejí složitý prostor. Složitý je půdorys a tato složitost je typickým rukopisem autora.
Do protikladu k složitému interiéru postavil Venturi relativně jednoduchý exteriér. Přední fasáda vytváří náznakově obraz domu ve formě jakési kulisy, která je u Venturiho oblíbeným prvkem vyjadřujícím problém sladit venkovní a vnitřní prostor.[zdroj?] Některými výrazovými prostředky naznačuje složitost interiéru i v exteriéru. Různými rozměry a tvary oken a zářezy ve vnějších stěnách a také excentrickou polohou komína odráží autor komplikovanost interiéru. Na tomto díle Venturi uplatnil svou teorii navrhování architektury, kterou později popsal i v knize Složitost a protiklad v architektuře.